# Moukhbaza
Le moukhbaza désigne un plat traditionnel soudanais originaire de l'est du Soudan, préparé à partir de bananes mûres écrasées et de piments forts, et combinant ainsi deux saveurs sucrée et épicée.
Le moukhbaza peut aussi désigner un pain à la farine de blé avec ghee, banane, miel et d'autres ingrédients.

## Préparation
Le plat de moukhbaza est composé de bananes mûres écrasées, de jus de citron et de piments forts. Les piments forts sont grillés au four après avoir été coupés en petits morceaux. Les bananes sont écrasées et mélangées à une cuillère à café de jus de citron avant d'être garnies de piments forts séchés. Les piments plus gros, en revanche, peuvent être coupés en deux dans le sens de la longueur, cuits au four, refroidis et farcis de bananes écrasées.
Une variante de la recette ne retient pas les bananes, mais inclut d'autres ingrédients, comme les haricots noirs séchés reconstitués le lendemain après une nuit de trempage, les oignons hachés, les tomates, l'ail, les poivrons vert et rouge, la carotte, le concentré de tomates, l'huile d'olive et la paprika.